# معاد حداد
معاد حداد (انگلیسی: Mouad Hadded؛ زادهٔ ۲۲ فوریهٔ ۱۹۹۷) بازیکن فوتبال اهل الجزایر است.